# Endasys pubescens
Endasys pubescens là một loài tò vò trong họ Ichneumonidae.